# Töölön Pallokenttä
Töölön Pallokenttä is een multifunctioneel stadion in Helsinki, de hoofdstad van Finland. Het stadion werd in 1915 als eerste stadion van Finland geopend. 
Het stadion wordt vooral gebruikt voor voetbalwedstrijden. Het werd gebruikt voor de voetbalwedstrijden op de Olympische spelen van 1952 en de voetbalclub Atlantis FC maakt er gebruik van. In het stadion is plaats voor 4.600 toeschouwers. Het werd in 2000-2001 gerenoveerd . 